# Julien Conté
Pour les articles homonymes, voir Conté.
Julien Conté  est un joueur français de volley-ball né le 26 juin 1987. Il mesure 1,90 m et joue réceptionneur-attaquant.

## Clubs
| Club          | Pays   | De        | À         |
| ------------- | ------ | --------- | --------- |
| Arago de Sète | France | 2008-2009 | 2008-2009 |